# Santa Cruz Naranjo
Santa Cruz Naranjo é uma cidade da Guatemala do departamento de Santa Rosa.